# Kaiser-Gräber der Song-Dynastie

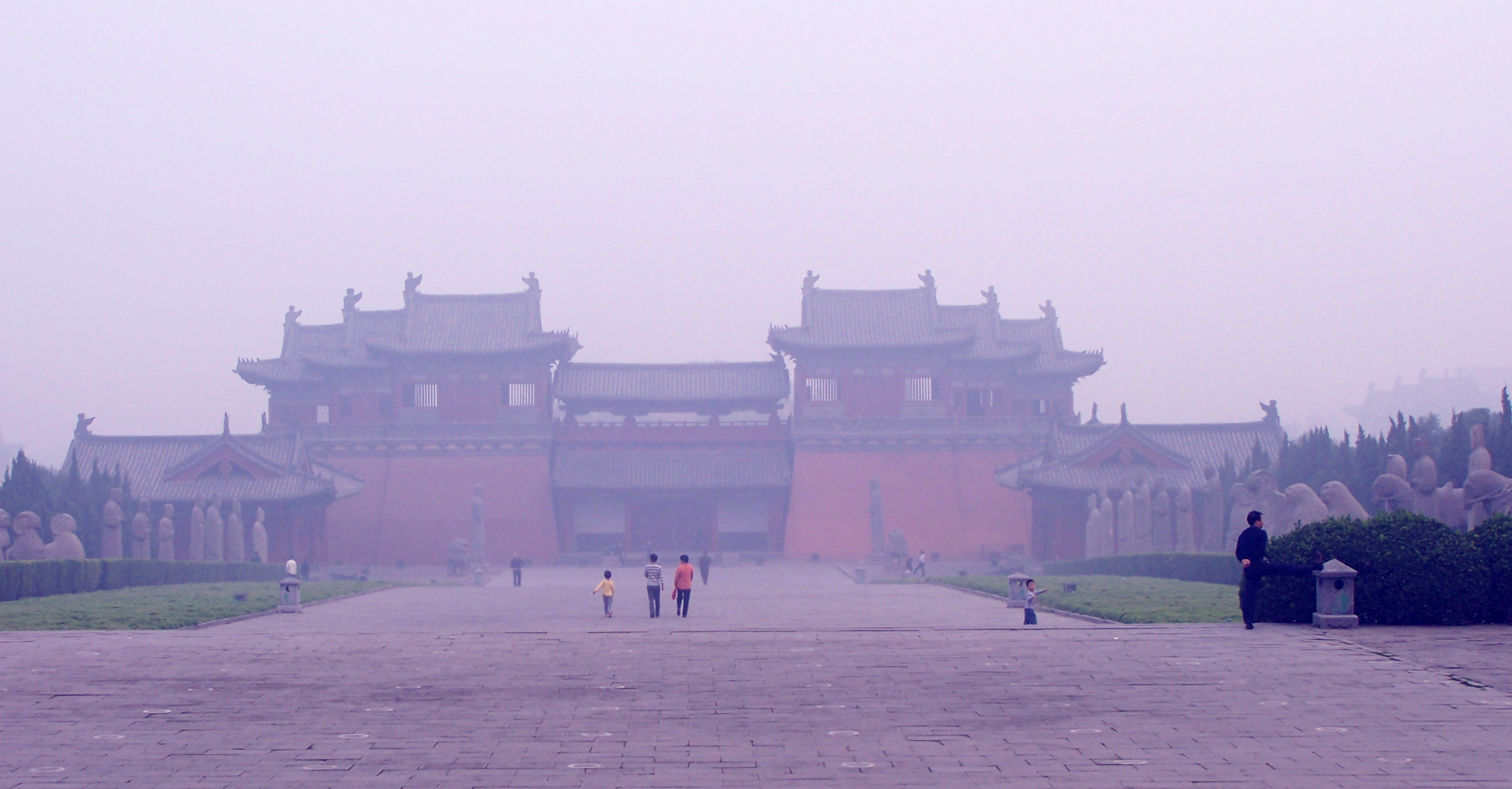
Eingang zu einem der Mausoleen der (Nördlichen) Song-Dynastie (Songling)

Die Kaiser-Gräber der Song-Dynastie (宋陵,  Sònglíng, englisch Mausoleums of the Song Dynasty / Imperial Mausoleums of the Song Dynasty) sind die Mausoleen und Gräber der kaiserlichen Familie der Nördlichen Song-Dynastie in China auf dem Gebiet der Stadt Gongyi (巩义市), einer kreisfreien Stadt im Verwaltungsgebiet der bezirksfreien Stadt Zhengzhou, Provinz Henan, Volksrepublik China. Dort befinden sie sich in den westlichen Vororten (den Großgemeinden Xicun, Zhitian und Huiguo) am nördlichen Fuß des Song Shan. Das Gräbergebiet erstreckt sich in Nordsüd-Richtung über eine Länge von ca. 15 km und in Ostwest-Richtung über ca. 10 km.
Die Gräber liegen ca. 130 Kilometer von Kaifeng entfernt, der Hauptstadt der Nördlichen Song-Dynastie.
Von den zehn Kaisern der Nördlichen Song-Dynastie wurden mit Ausnahme des Huizong 徽宗 (Zhao Ji 赵佶, 1082–1135) – der in Shaoxing (Provinz Zhejiang) begraben wurde, Yonggu ling (永固陵) / Yongyou ling (永佑陵) – und des Qinzong 钦宗 (Zhao Huan 赵桓, 1100–1161), der im 2. Jahr der Jingkang-Ära (1127) von den Truppen der Kin (Jin) gefangen genommen wurde und in Gefangenschaft im Gebiet des heutigen Kreises Yilan in der Provinz Heilongjiang starb (Yongxian ling (永献陵) in Wuguocheng), alle in Gongyi begraben, zusätzlich auch Zhao Hongyin, der Vater von Zhao Kuangyin, dem Gründer der Song-Dynastie.
Zusätzlich zu den Kaiser-Mausoleen gibt es einundzwanzig Gräber von deren Ehefrauen und hundertvierundvierzig Gräber der kaiserlichen Familie; es befinden sich dort auch neun Gräber hochrangiger Beamter und berühmter Generäle der Nördlichen Song-Dynastie, darunter Gao Huaide, Cai Qi, Zhao Pu, Kou Zhun, Bao Zheng und Yang Yanzhao, und fast eintausend Gräber von Verwandten der Kaiserfamilie.
Die Steinskulpturen von menschlichen und tierischen Figuren einiger sogenannter Seelenwege (shendao) – insbesondere vor dem Yongding-Mausoleum und dem Yongzhao-Mausoleum – sind relativ gut erhalten. Sie sind für das Studium der song-zeitlichen Steinschnitzkunst von großer Bedeutung.
Die Anordnung und Anzahl der Steinfiguren entlang des Shendao war in jedem Mausoleum gleich, die Skulpturen unterschieden sich lediglich im Detail.
Die sieben Mausoleen plus das des Zhao Hongyin, des Vaters des Begründers der Song-Dynastie, werden gewöhnlich als die Acht Mausoleen der Sieben Kaiser (七帝八陵,  Qidi baling) bezeichnet.
Die Mausoleen der Song-Dynastie (Songling) stehen seit 1982 auf der Liste der Denkmäler der Volksrepublik China (2-58).

## Acht Mausoleen der Sieben Kaiser
CH: China.org
KGX: Zhongguo da baike quanshu: Kaoguxue
| Name des Mausoleums (Pinyin/chin.) | Kaiser                                                                                               | Lebenszeit | Jahr (china.org) | Lage                            | Links |
| Yong’an ling (永安陵)              | Xuanzu 宣祖 (Zhao Hongyin 赵弘殷, der Vater von Zhao Kuangyin 赵匡胤, dem Gründer der Song-Dynastie) | 899–956    | 964              | 34.664027777778 112.96180555556 | CH    |
| Yongchang ling (永昌陵)            | Taizu 太祖 (Zhao Kuangyin 赵匡胤)                                                                    | 927–976    | 977              | 34.665416666667 112.95458333333 | CH    |
| Yongxi ling (永熙陵)               | Taizong 太宗 (Zhao Jiong 赵炅 / Zhao Guangyi 赵匡义)                                                 | 939–997    |                  | 34.674027777778 112.94472222222 | CH    |
| Yongding ling (永定陵)             | Zhenzong 真宗 (Zhao Heng 赵恒)                                                                       | 968–1022   | 1022             | 34.704722222222 112.97444444444 | CH    |
| Yongzhao ling (永昭陵)             | Renzong 仁宗 (Zhao Zhen 赵祯)                                                                        | 1010–1063  | 1063             | 34.744444444444 112.98          | CH    |
| Yonghou ling (永厚陵)              | Yingzong 英宗 (Zhao Shu 赵曙)                                                                        | 1032–1067  | 1067             | 34.746388888889 112.97277777778 | CH    |
| Yongyu ling (永裕陵)               | Shenzong 神宗 (Zhao Xu 赵顼)                                                                         | 1048–1085  | 1085             | 34.651666666667 112.91611111111 | CH    |
| Yongtai ling (永泰陵)              | Zhezong 哲宗 (Zhao Xu 赵煦)                                                                          | 1076–1100  | 1100             | 34.654027777778 112.90791666667 | CH    |

### Nachschlagewerke
- Cihai. Shanghai: Shanghai cishu chubanshe 2002; ISBN 7-5326-0839-5
- Zhongguo da baike quanshu: Kaoguxue (Archäologie). Beijing: Zhongguo da baike quanshu chubanshe, 1986 (Online-Text)